# Hullai József
Hullai József (Kecskemét, 1922. április 9. – 2002. július 16.) birkózó, edző.

## Sportpályafutása
Sport iránti elkötelezettsége már fiatal korában megmutatkozott. Háromszoros ifjúsági bajnok. Testvére, Hullai Endre szintén birkózó volt. Pehelysúlyú országos bajnok kötöttfogásban a Kecskeméti TE és a Kecskeméti Kinizsi színeiben. (1942, 1943, 1957) Számtalan versenyt és bajnokságot nyert. Erőssége a csípődobás volt. Örökös magyar bajnok. Halála után a város méltatlanul megfeledkezett róla. Egy emlékversenyt rendeztek tiszteletére Lajosmizsén 2012. március 10-én.

## Díjai, elismerései
- Kecskemét Város Sportjáért díj (1994)  (A birkózók közül elsőnek kapta meg a sport területén kifejtett több évtizedes munkájáért)

## Családja
Gyermekei Hullai Etelka, Hullai Mária Zsuzsanna, Hullai Péter. Nevelt gyermekei Bihal Mátyás és Bihal Ferenc.  